# 196 v. Chr.
Portal Geschichte | Portal Biografien | Aktuelle Ereignisse | Jahreskalender | Tagesartikel

◄ |
3. Jahrhundert v. Chr. |
2. Jahrhundert v. Chr. |
1. Jahrhundert v. Chr. |
►

◄ | 210er v. Chr. | 200er v. Chr. | 190er v. Chr. | 180er v. Chr. |
170er v. Chr. |
►

◄◄ | ◄ | 199 v. Chr. | 198 v. Chr. | 197 v. Chr. | 196 v. Chr. |
195 v. Chr. |
194 v. Chr. |
193 v. Chr. |
► |
►►
Staatsoberhäupter

## Ereignisse

### Politik und Weltgeschehen
- Marcus Claudius Marcellus ist Konsul der Römischen Republik. Am Ende des Jahres wird er auch zum Pontifex Maximus ernannt.
- Frühjahr: Titus Quinctius Flamininus erklärt auf den Isthmischen Spielen Griechenland für frei. Ende des Zweiten Makedonisch-Römischen Krieges.

- Die Römer erobern Bergomum.

### Kultur
- Im Auftrag des Pharaos Ptolemaios V. wird im neunten Jahr seiner Regierungszeit der Stein von Rosette behauen.

## Gestorben
- Marcus Cornelius Cethegus, römischer Politiker
- um 196 v. Chr.: Gaius Sempronius Tuditanus, römischer Politiker